# Coves Schmerling
Les coves Schmerling (també conegudes com a grottes d'Engis) és un grup de coves a la riba dreta de l'Awirs, a prop del poble d'Awirs, a Flémalle, Bèlgica. Les coves contenen fòssils, particularment de homininis. Les va explorar al 1829 Philippe-Charles Schmerling, que va descobrir, a la cova més baixa, les restes de dos individus; un d'ells, ara conegut com a Engis 2, és el fòssil d'un neandertal; l'altre és un homo sapiens del Neolític. També coneguda com a Trô Cwaheur o Trou Caheur, aquesta cova més baixa des de llavors es va esfondrar. Una tercera cova la va destruir una pedrera adjacent, l'Ancienne Carrière des Awirs.
Les coves s'han integrat a la llista d'Herència Cultural de Wallonia des del 1978, i com a Herència Excepcional Cultural de Wallonia des del 2013, pel seu fòssil neandertal.

## Nom, ubicació, i descobriments

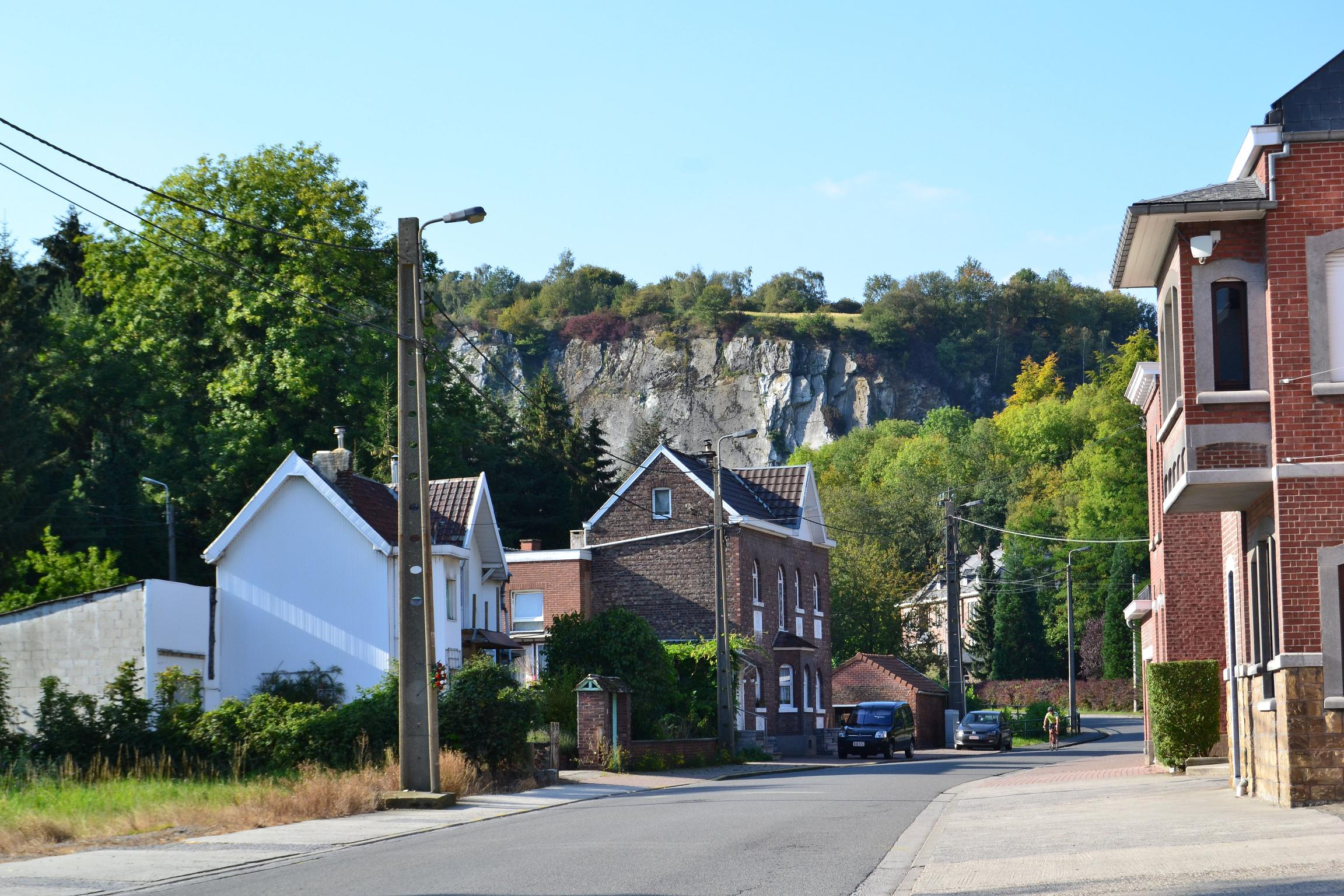
Vista de la pedrera d'Awirs. Les coves són a la seua dreta

Schmerling va anomenar les coves com a Engis perquè ell hi va accedir pel Plateau des Fragnes, que és a Engis. Hi va arribar lliscant per una corda i pel pendent de la paret rocosa. Les coves són dins les fronteres d'Awirs. El 1951, un grup autòcton va "corregir" l'error de col·locar una placa a la cova més baixa, identificant-la com la Cova de Schmerling.
Schmerling va pensar que havia trobat les restes de tres persones a les coves. A la rodalia, va trobar eines dissenyades per humans. Les eines i les talles fetes amb sílex el feren argumentar que havien estat obra d'un humà antediluvià, tot i que les restes humanes no s'hi havien trobat; Schmerling era així un dels primers a acceptar l'existència d'un humà prehistòric. El crani del xiquet no fou identificat com a neandertal fins al 1936.
Se li va erigir un bust a Schmerling, al peu del turó, el 1989; i el traslladaren a la plaça de ciutat d'Awirs el 2001.

## Descripció

### Cova superior

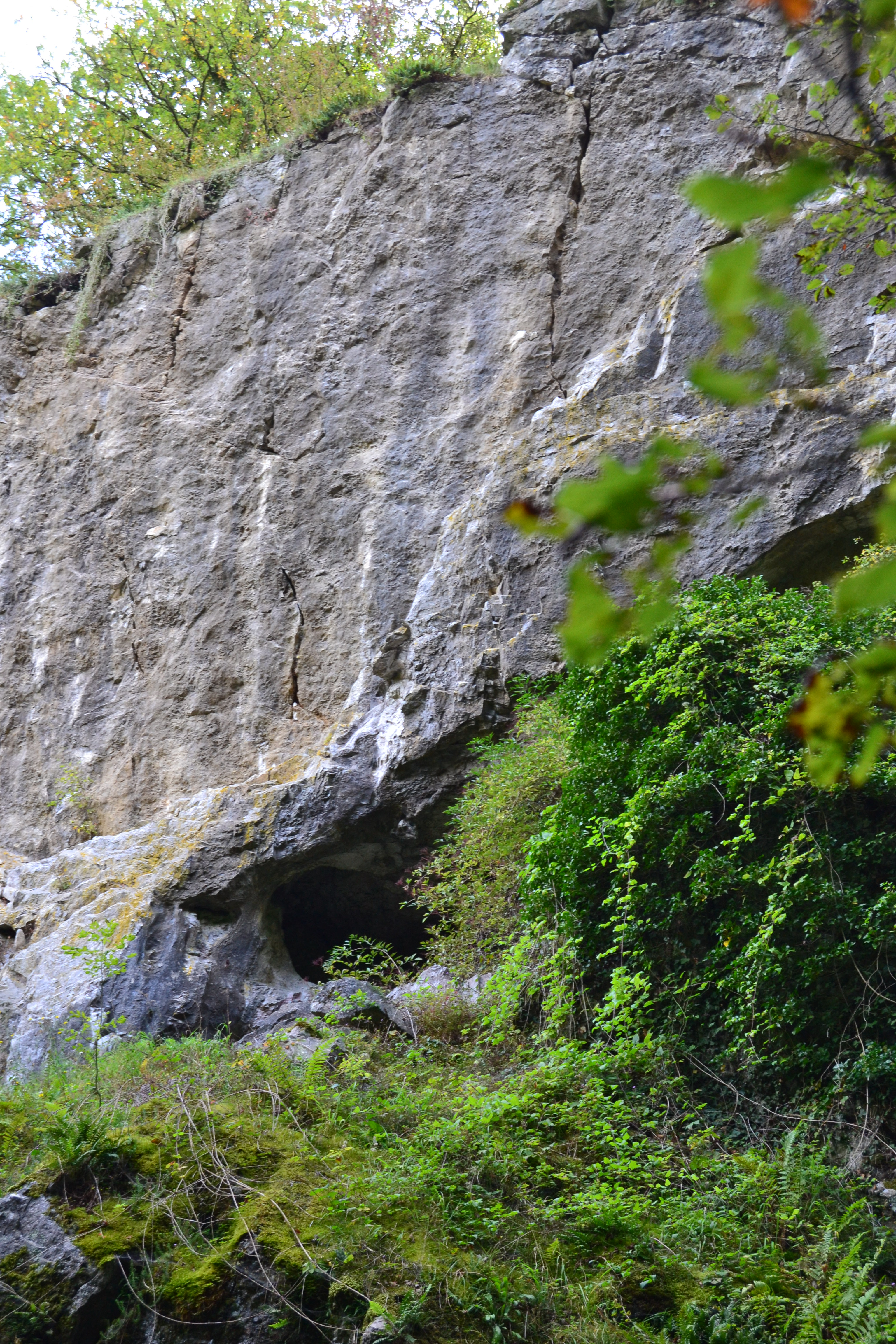
Cova superior; damunt, el Plateau des Fagnes, per on Schmerling va descendir

Les mesures de la cova superior, que s'obri cap al nord, són 5 m d'amplada, 6 m d'alçada, i 17 m de fondària, amb una petita galeria a la dreta. A l'entrada, a 2 m sota terra, Schmerling va trobar:
- Una incisiva humana,
- Unes vèrtebres dorsals humanes,
- Un os de falange humà,
- Restes d'óssos, hienes, cavalls, i remugants,
- Eines fabricades amb sílex.

### Cova inferior

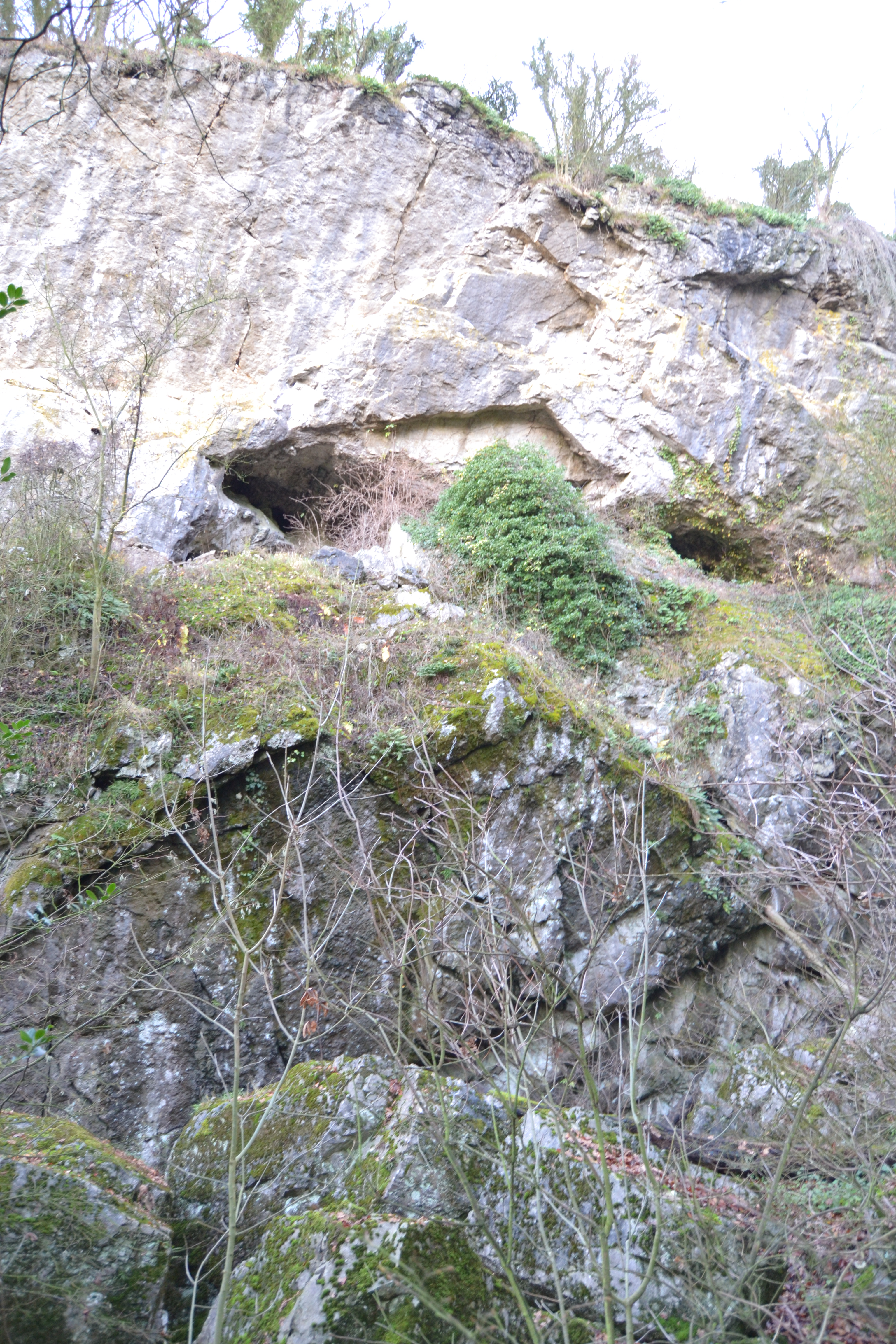
Coves superiors, i ruïnes de la cova inferior

La cova més baixa era coneguda com a Trô Cwaheur. També s'obri al nord, però des de llavors ha anat sofrint esfondraments, al 1993 i 2006. En el moment de l'exploració de Schmerling, feia 4 m d'ample i 5 m d'alçada. Una primera cambra tenia 12 m de profunditat i la cova continuava més enllà com una galeria amb terra i ossos. A l'esquerra de l'entrada hi havia una altra galeria amb estalactites de 150 cm de longitud. Una altra galeria en pujava a una segona, i més menuda, cambra, que estava plena d'ossos:
- Ossos d'ós, hiena, rinoceront; alguns de sencers, alguns de trencats i mostrant que havien estat moguts per aigua,
- Una gran incisiva humana,
- Un os de mandíbula superior amb dents gastades,
- Dues vèrtebres,
- Una clavícula,
- Fragments d'un os radial i un cúbit,
- Un metacarp i un metatars,
- Al costat de restes animals, el crani d'un homo sapiens del Neolític, un individu més vell amb manca dels ossos facials, designat Engis 1,
- Un segon crani que es trencà en tocar-lo. L'examen de la mandíbula superior mostrà que els molars adults encara no havien descendit: l'individu tindria 5 o 6 anys en el moment de morir, i va ser anomenat Engis 2. També es van trobar dents de llet, una clavícula, fragments d'un radi, un cúbit, i vèrtebres, que feren pensar en restes de tres individus diferents. El crani està registrat com un tresor nacional en la Llista de Propietats Catalogades de la Comunitat de l'estat francès.

### Altres descobriments

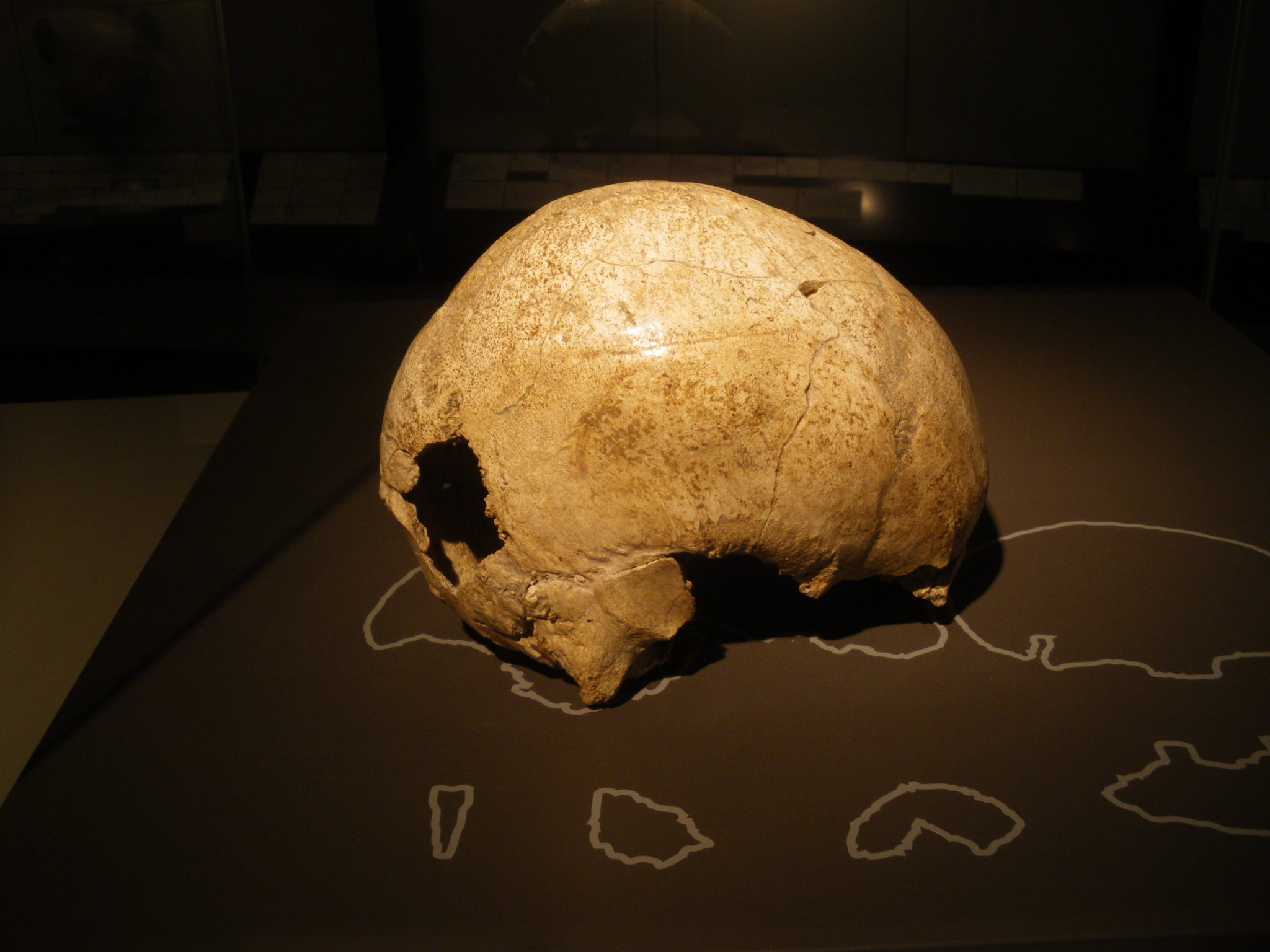
Engis 1, un de dos cranis trobats per Schmerling, d'un homo sapiens del Neolític; col·lecció del Curtius Museu

Hi havia una tercera cova, a l'est, que fou destruïda en l'explotació de la pedrera. Alguns investigadors que van explorar el turó més tard, en van trobar dues coves més, una amb dos esquelets neolítics.
A la cova d'Engis es trobaren grans de blat.